# Stazione di Milano Rogoredo
La stazione di Milano Rogoredo è una stazione ferroviaria di Milano, posta nell'omonimo quartiere nella periferia meridionale della città.
È punto di diramazione delle linee per Bologna e per Genova, ed è capolinea meridionale della linea di cintura e del passante ferroviario.

## Storia
La stazione di Milano Rogoredo venne attivata fra il 1862 e il 1876.
L'originario fabbricato viaggiatori fu demolito e sostituito durante la costruzione della linea M3 della metropolitana. La nuova costruzione era situata nello stesso luogo del precedente.
Il 7 giugno 2008 venne attivato il "ramo Rogoredo" del passante ferroviario; in seguito a ciò, dal successivo 15 giugno la stazione divenne capolinea delle linee S1, S2, S6 ed S10 del servizio ferroviario suburbano.
Con il cambio orario del 13 dicembre 2009 la S1 venne prolungata a Lodi, mentre la S6 venne prolungata a Pioltello-Limito e Treviglio. Due anni dopo la linea S10 venne prolungata a Pavia e rinominata S13.
Nel 2012, iniziarono a fermarsi i treni dell'alta velocità ferroviaria e dal 3 settembre dello stesso anno fu aperto il FrecciaClub di Trenitalia che sostituì la sala d'attesa.
Nel 2018, il FrecciaClub fu rimpiazzato a sua volta dalla SalaFreccia.

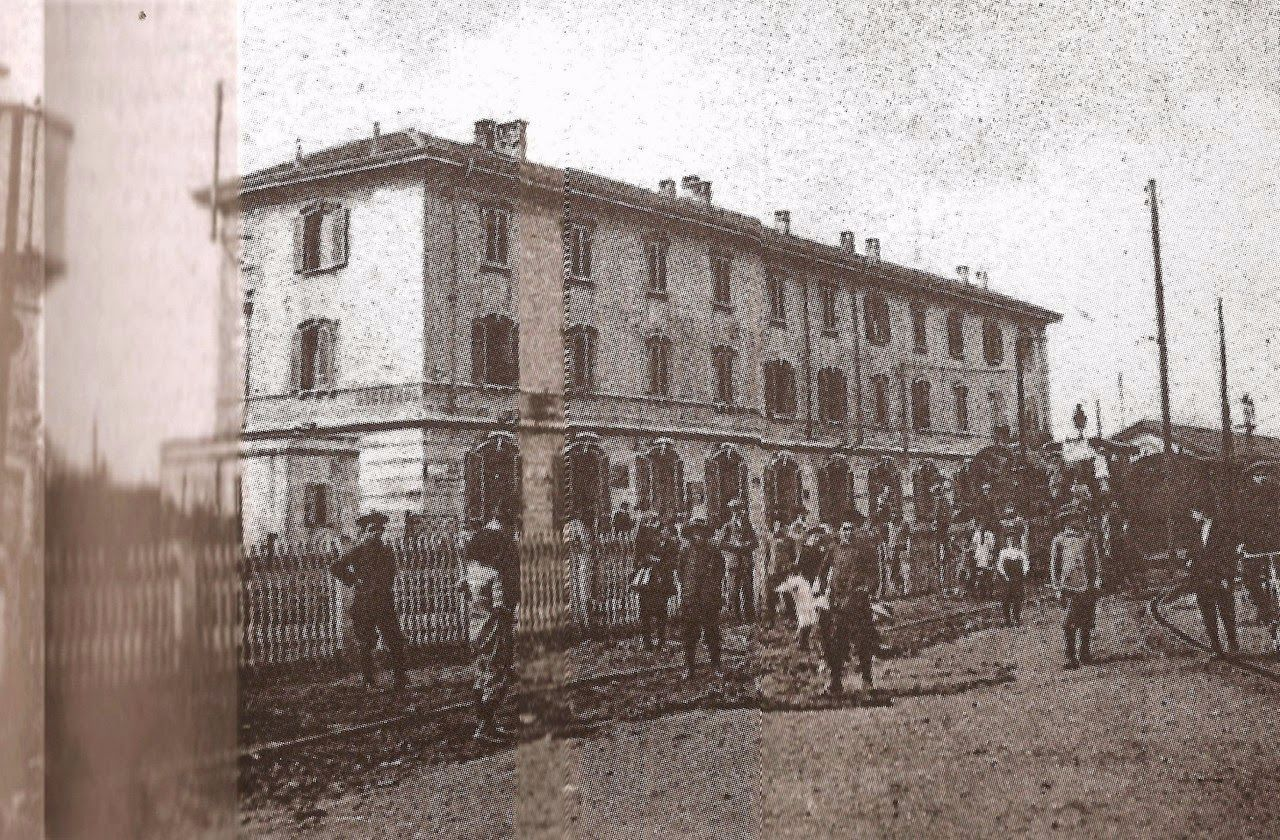
Il fabbricato viaggiatori nel 1905
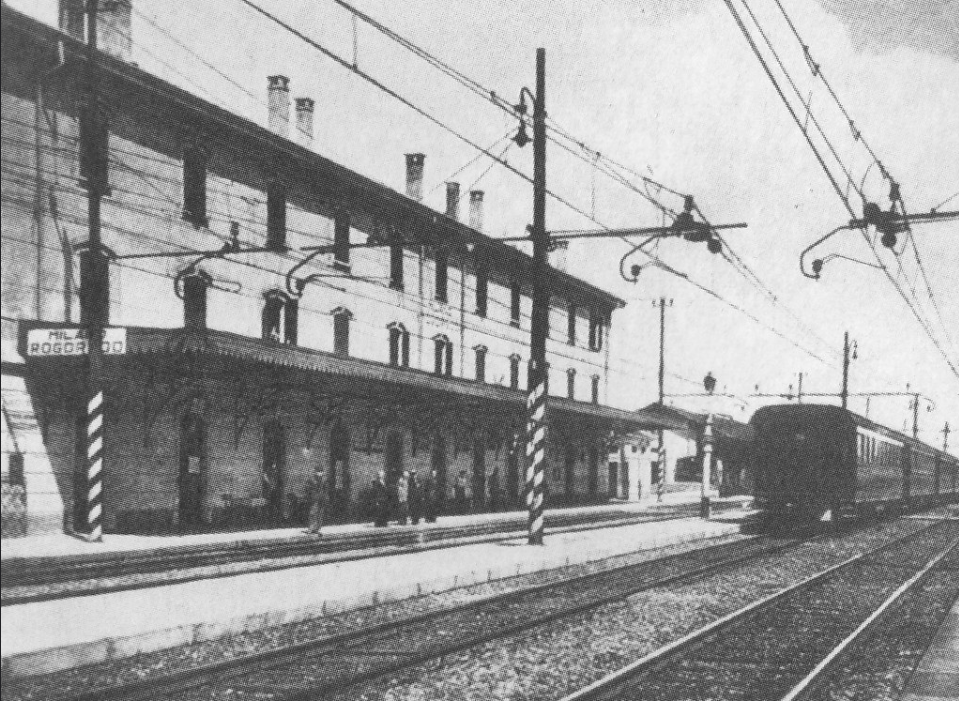
L'interno della stazione nel 1938
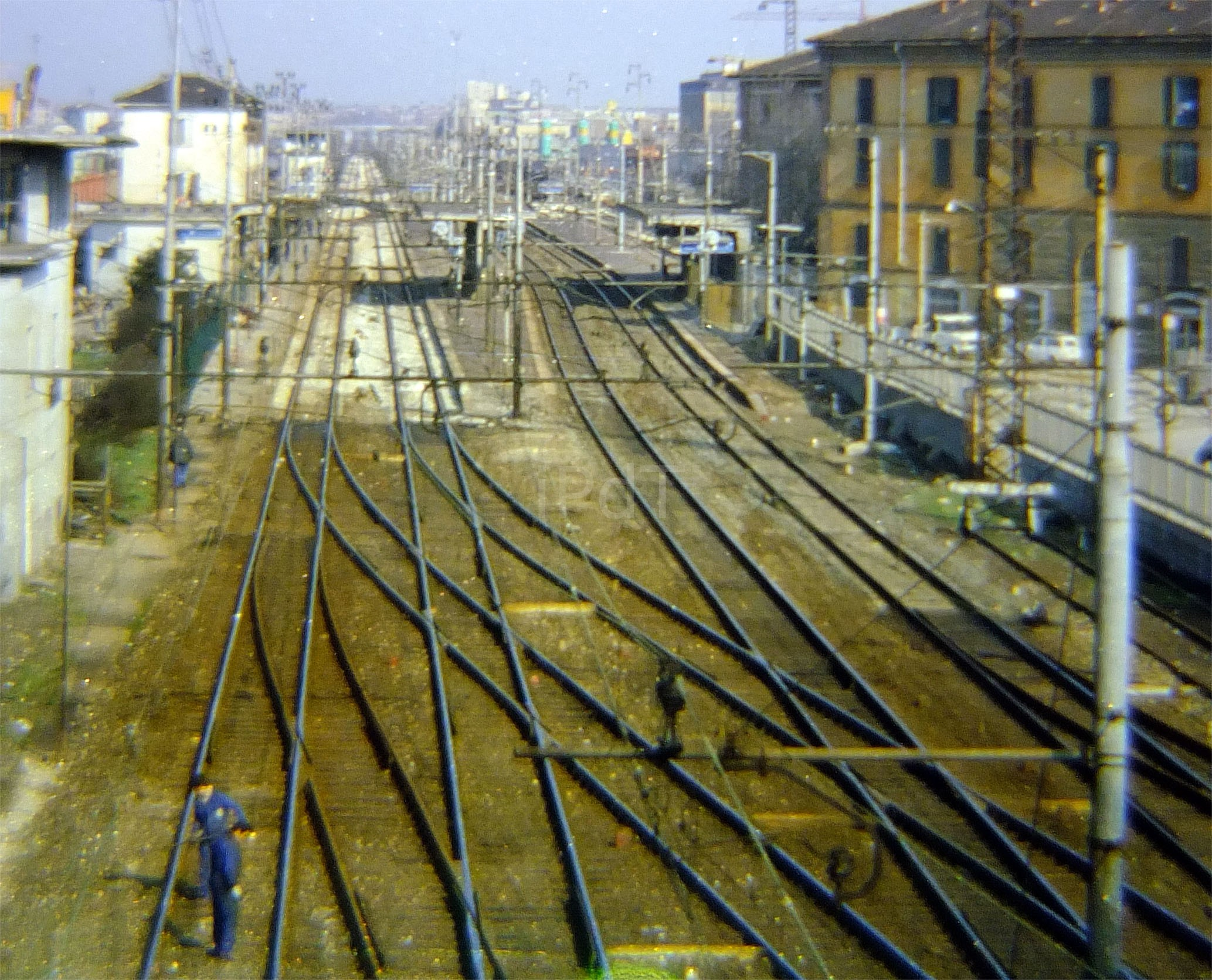
Il piazzale dei binari nel 1984

## Strutture e impianti

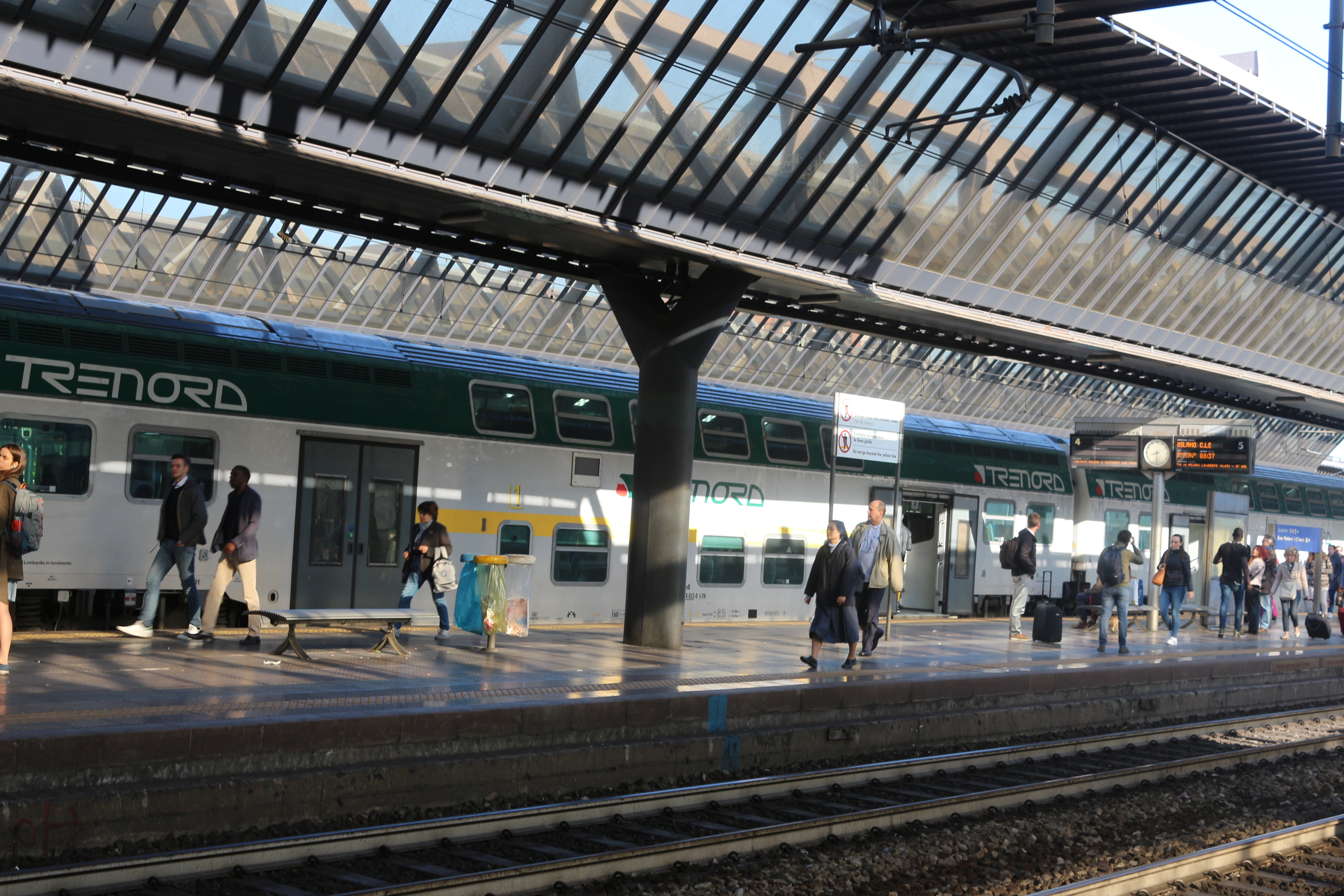
La banchina a servizio del quarto e del quinto binario

La stazione, gestita da RFI, è dotata di otto binari passanti e cinque binari tronchi collocati sul lato sinistro del fabbricato viaggiatori ed orientati in direzione nord.
I binari tronchi sono dedicati ai convogli del servizio suburbano di Milano che hanno capolinea sud in Milano Rogoredo (S2).
Tutti i binari sono serviti da banchine coperte, collegate da sottopassaggi pedonali accessibili da ambo i lati della stazione.

## Movimento
La stazione è servita da treni regionali e suburbani del servizio ferroviario suburbano di Milano (linee S1, S2, S12 e S13) operati da Trenord nell'ambito del contratto di servizio stipulato con la Regione Lombardia, nonché da collegamenti a lunga percorrenza.
Inoltre era servita dal treno Riviera Express a lunga percorrenza Nizza-Mosca e ritorno, treno sospeso già all'epoca COVID e in seguito per il conflitto russo-ucraino.

## Servizi
La stazione dispone di:
- Biglietteria a sportello
- Biglietteria automatica
- Bar
- Servizi igienici

## Interscambi
La stazione costituisce un importante interscambio con la linea M3 della metropolitana di Milano; nelle vicinanze della stazione effettuano fermata alcune linee automobilistiche urbane e interurbane gestite da ATM:
- Fermata metropolitana (Rogoredo FS, linea M3)